# Euselasia crinon
Euselasia crinon is een vlindersoort uit de familie van de prachtvlinders (Riodinidae), onderfamilie Euselasiinae.
Euselasia crinon werd in 1919 beschreven door Stichel.